# Предраг Луцић
Предраг Луцић (Сплит, 12. фебруар 1964 — Сплит, 10. јануар 2018) био је хрватски новинар, књижевник и драматург.

## Биографија
Основну и средњу школу завршио је у Сплиту, а студирао је у Београду на Факултету драмских уметности. Режирао је у Београду, Сплиту и Тузли.
Године 1987. на манифестацији Сплитско лето основао је новине Summer Times, док од јануара 1985. године сарађује са Ферал трибјун, сатиричним недељником који је излазио као подлистак издања Слободне Далмације. Од 1998. године постао је стални аутор у листу Ферал Трибјун. Од исте године у Омладинској искри писао је колумну Другачије млад и уређивао културну рубрику и подлистак Le Spizd.
У Недељној Далмацији почео је да ради 1989. године као новинар-теренац, а са Виктором Иванчићем и Борисом Дежуловићем проширује лист Ферал, који тада добије име Ферал Трибјун. Током јесени 1990. године прелази да ради за новине Слободна Далмација, где ради као предратни и ратни репортер.
 У марту 1993. године напушта Слободну Далмацију и са групом колега покреће сатиричко-политички двонедељник Ферал Трибјун. Прве бројеве листа потписује као главни и одговорни уредник. У децембру 1993. године Ферал Трибјун постаје недељник, награђиван у иностранству толико да је добио више иностраних награда него целокупно хрватско новинарство у целој својој историји. Проглашен је и најбољим сатиричним листом у свету. Луцић је у Фералу радио као уредник листа, аутор текстова, уређивао веб-странице, креирао фотомонтаже, исписивао и уређивао разне рубрике, те покреће и уређује библиотеку Ферал Трибуне. Кад је након 15 година Ферал 2008. године угашен, Луцић прелази у Нови лист, где као колумниста пише дневну рубрику Трафика Предраг Луцића.
Песничке, прозне и драмске текстове објављивао је у часописима Фантом слободе, Арс, Сарајевске свеске и Наше писмо. 
Био је члан Хрватског друштва писаца и Хрватског удружења књижевника, песника есејиста и писаца. Био је потписник Декларације о заједничком језику.
Преминуо је након тешке болести, у Сплиту 10. јануара 2018. године.

## Дела
- Антологија савремене хрватске глупости, у коауторству са Борисом Дежуловићем , 1998. и 1999. године; Библиотека Ферај Трибјун, Сплит
- Хаику хаику јебем ти маику - Велика Фералова песмарица - сатиричне песме, Библиотека Ферал Трибјун, Сплит, 2003.
- Љубавници из Вероне - Библиотека Модерна поезија, Загреб, 2007.
- Безгаћа историјска збивања 1, Алгоритам Загреб, 2010. - сатирична поезија
- Безгаћа историјска збивања 2, Алгоритам Загреб 2010, сатирична поезија
- Гусле у магли - Алгоритам Загреб, 2013.[4]

## Награде
- Награда Кочићево перо за дело Гусле у магли, 2013. године[5]
- Награда за најбоље достигнуће у драмском програму 63. сплитског лета, за дело Азис, 2017. године[6]